# هانزا براندنبورگ سی.آی
هانزا براندنبورگ سی. آی (به انگلیسی: Hansa-Brandenburg_C.I) یک هواگرد ملخ‌پیشین تک‌موتوره از نوع شناسایی ساخت شرکت هنسا-برندنبرگ است. این هواگرد در سال ۱۹۱۶ میلادی رسماً معرفی گردید. در مجموع، تعداد ۱۳۱۸ فروند از این هواگرد ساخته شده‌است.
طراح این هواگرد، ارنست هاینکل بود.